# Algemeen Vlaamsch Nationaal Jeugdverbond
Het Algemeen Vlaamsch Nationaal Jeugdverbond (AVNJ) was een Vlaams-nationale politieke jeugdbeweging voor jongens die in 1929 opgericht werd. Het AVNJ was aangehaakt bij het Algemeen Vlaams Nationaal Verbond (AVNV) en stond onder leiding van Hilaire Gravez. De oprichting was een ideologische vergroting van de in 1928 opgerichte "Vlaamsche Wachten" van Jan Van Hoogten, een typische Blauwvoeterijbeweging. Als bijnaam voerde het AVNJ de titel "Blauwvoetvendels".

## Achtergrond
Het doel van het AVNJ was het bij veel Vlaamse activistisch ingestelde jongeren levende ongenoegen over de politiek van de passivisten, uitmondend in de dat jaar aangenomen nieuwe taalwetten en het "Compromis des Belges", die van Vlaanderen een tweetalig deel van België maakten, politiek uit te buiten ten behoeve van de radicale doelen van de Vlaamse Beweging: zelfbestuur ("vernietiging van dien volkschvreemden staat, van dat misdadige Belgische regime") als een deel van Groot-Nederland, om te beginnen de bestuurlijke scheiding van België.
Het AVNJ werd ingericht naar het voorbeeld van de Italiaanse fascistische knokploegen. Het had als symbool een opgeheven gebalde vuist. Er waren taken weggelegd in het bewaken van de partijbijeenkomsten van het AVNV als ordedienst, maar ook in het intimideren van politieke tegenstanders, en het bevolken van openbare partijbijeenkomsten en -demonstraties. Een elite werd zelfs opgeleid tot de militie "Vlaamsch Verweer" en voorzien van lichte handwapens. Zij gingen van tijd tot tijd de confrontatie aan met de knokploegen van Rex Vlaanderen, het Verdinaso en de KP. Om eventuele juridische sancties het hoofd te bieden indien de Rijkswacht ingreep, werd er een "Weerstandskas" opgericht. In 1930 werd "Vlaamsch Verweer" omgedoopt tot "Vlaamsche Militie".
Het AVNJ moest vanaf 1932 concurreren om de Vlaams-nationalistisch ingestelde jeugd met de "Dietsche Militie", de jeugdige stoottroepen van het Dinaso, de jeugdafdeling van het Verdinaso.
In het AVNJ-tijdschrift "Jong-Nederland" werd met de idee van een "Dietschland", een Groot-Nederland, onder een corporatistisch-fascistisch bewind, gedweept. Gaandeweg werd de bewondering voor nazi-Duitsland ook steeds duidelijker.

## Overgang naar het VNV
Toen in de zomer van 1933 het Vlaams Nationaal Verbond (VNV) werd opgericht en het gehele AVNV daarin opging kwam het AVNJ in het vizier om omgevormd te worden tot "VNV-Jeugdcentrale". De aanhaking geschiedde in 1934, maar het AVNJ behield de eigen naam.
In de zomer werd de Wet op de Private Milities van kracht; een uniformverbod werd van kracht. Mede dankzij de VNV-ers in de Kamer van volksvertegenwoordigers werd zowel het VNV als het AVNJ daarvan uitgezonderd. Wel werd het optreden als knokploeg of militie verboden en daarom ook de Vlaamsche Militie opgeheven.
Alhoewel Hilaire Gravez tot het hoofdbestuur van het VNV toetrad hield hij het ANVJ op een onafhankelijke koers, hetgeen hem in het hoofdbestuur waarin Staf De Clercq al snel dictatoriale bevoegdheden opeiste, speelruimte gaf. Gravez reorganiseerde het AVNJ naar leeftijdsgroep. De jongste jongens, van 8 tot 18 jaar oud, waren voortaan lid van de onderafdeling "Dietsch Knapenschap"; de jongvolwassenen (18 tot 30 jaar) heetten voortaan lid te zijn van de "Brigades".
Begin 1936 palmde het VNV alsnog een deel van het AVNJ in: de "Brigades" werd de "Grijze Brigade" en kwam onder leiding van Herman Van Ooteghem. In 1937 werd de naam "Werfbrigade" - het 'keurkorps der propagandisten' - en vanaf de zomer van 1940 "Zwarte Brigade".
Het AVNJ ondertussen had een steeds kleinere aanhang gekregen. Oorzaak was onder andere dat leider Gravez omkwam in het werk: hij was huisarts, senator, hoofdredacteur van het Groot-Nederlands blad "Deltakamp" en voorzitter van de artsenvereniging Vlaamsch Geneesheerenverbond. Daarnaast was de economie weer opgekrabbeld waardoor het radicalisme afnam. In maart 1938 werd Gravez door De Clercq vervangen door Edgar Lehembre, die een aantal hervormingen doorvoerde.
Voortaan heette het AVNJ-tijdschrift "Jong Dietschland" onder redactie van Jan Seghers, en de voorzitter "Dietsch Jeugdleider". Ook kwam er een eed van trouw, luidende:
Vanaf deze tijd radicaliseerde het VNV steeds verder onder invloed van Duitse fondsenverstrekking en de ronduit nazistische leden Ward Hermans, Reimond Tollenaere, Jan Timmermans, Antoon Mermans, Herman Van Ooteghem en natuurlijk Staf De Clercq zelf.
Tijdens de Duitse inval wordt Edgar Lehembre gevangengenomen door de Belgische veiligheidsdiensten en meegevoerd naar Frankrijk. In Abbeville ontsnapt hij maar net aan het lot dat 20 medegevangenen, waaronder Verdinaso-leider Joris Van Severen, trof, de executie door Franse militairen.

## Collaboratie
In juli 1940 verklaart De Clercq zich in een onderhoud met Duits militair bestuurder Eggert Reeder een medestander van de Führer in zijn streven naar een "Groot-Germaans Europees Rijk waarin Vlaanderen zijn natuurlijke rol op zich zal nemen." Met het pamflet annex partijprogramma "Programma der Nationaal-Socialistische Beweging voor Vlaanderen" neemt het VNV de rol van nationaalsocialistische eenheidspartij volop op zich. Vanwege de afwezigheid van Lehembre wordt Frans Dillen benoemd tot waarnemend Dietsch Jeugdleider, leider van het AVNJ.
In augustus 1940 keert Lehembre terug uit gevangenschap en herneemt de AVNJ-leiding (met Dillen als secretaris, die in december 1940 vertrekt naar de Vlaamsche-SS
In mei 1941 slokt het VNV de restanten van Verdinaso en Rex Vlaanderen op en heet vanaf dan "Eenheidsbeweging-VNV". Ook het AVNJ slokt de restanten op van de resp. jeugdbewegingen, Jong-Dinaso en Rex-Jeugd. Eind mei 1941 schreef DJV-leider Remi Piryns en toenmalig praesis van het Katholiek Vlaams Hoogstudentenverbond, een brief aan Edgar Lehembre van de NSJV waarin hij verklaarde dat zijn organisatie op dat moment definitief toetrad. Tegelijkertijd was onder druk van Heinrich Himmler, de SS-leider die de nazificering van de bezette landen moest doorvoeren, de Duitse Hitlerjugend Oberbannführer Rudolf Hemesath in opdracht van de Reichsjugendführung naar Vlaanderen gekomen die een gedwongen fusie van de bestaande politieke jeugdbewegingen afdwong.
Op 8 juli 1941 fuseerden:
- het Algemeen Vlaams Nationaal Jeugdverbond
- de Vlaamsche Jeugd o.l.v. Alfons Wachtelaer en Jet Jorssen
- de Vlaamsche Jeugd Meisjes
- de Dietsche Meisjesscharen o.l.v. Jetje Claessens
- de Vlaamsche Jeugdherbergcentrale o.l.v. Dis Verstraete
- het Vlaams Instituut voor Volksdans en Volksmuziek o.l.v. Edgar Wauters en Eugène Verstraete

tot Nationaal-Socialistische Jeugd Vlaanderen (NSJV). Dit is dus - in tegenstelling tot het AVNJ - een organisatie voor beide seksen.
Het Vlaamsch Verbond van Katholieke Scouts o.l.v. Maurits Vanhaegendoren blijft, geruggensteund door kardinaal Van Roey, buiten deze fusie.